# Giannini (azienda)
Giannini Automobili S.p.A. è una casa automobilistica italiana, fondata nel 1920 dai fratelli Attilio e Domenico Giannini. Ha sede a Roma.

## Storia

### Origini
Nata come officina specializzata di riparazioni meccaniche, nel 1922 la Giannini diventa parte della rete di assistenza Itala. Grazie a questa collaborazione ed alle competenze maturate, nel 1927 vengono sperimentate le prime preparazioni e, in occasione dell'edizione inaugurale della Mille Miglia, viene preparata una Itala Tipo 61 su commissione del marchese Pellegrini.

### Anni trenta
Durante gli anni trenta la Giannini si cimenta nella elaborazione di vetture di cilindrata più piccola, in particolare dei modelli Balilla e Topolino della Fiat, non limitandosi a modifiche sul motore, ma anche all'assetto e ai freni.
Lo scoppio della seconda guerra mondiale interrompe la normale attività dell'azienda che viene convertita per la riparazione e allestimento di mezzi militari.

### Anni quaranta
Dopo la seconda guerra mondiale i fratelli Giannini cominciano la produzione in proprio di motori. Nel 1947 producono un motore tre cilindri Diesel iniezione diretta per autocarri denominato 3A con una potenza di 40 CV a 3000 giri/min. Non ottengono un gran successo, ne vendono solo poche centinaia.
Nel 1948 abbandonato il settore autotrasporto, si cimentano nel settore a loro più congeniale, quello delle corse. Dall'esperienza decennale sui motori della Topolino e con l'apporto dato da un progettista poliedrico come l'ingegner Carlo Gianini, padre della "Rondine", creano il motore G1 di 750 cm³ che ottiene ottimi risultati durante la Mille Miglia del 1949. Sarà ancora l'ingegner Gianini a progettare per loro il motore bialbero Giannini G2 che motorizzeranno le vetture Giaur, acronimo di Giannini Urania, costruite con il teramano Berardo Taraschi.

### Anni cinquanta
Durante il decennio l'azienda porta avanti varie politiche commerciali, tra cui l'apertura di concessionarie con annesse officine, vendite conto terzi, vendite per conto della stessa Fiat.
Nel 1953, una parentesi motociclistica vede la Gianini impegnata a realizzare il prototipo da competizione Moto Guzzi 4, meglio noto come "La Romana". Si tratta di una moto destinata ai gran premi con motore quadricilindrico in linea, progettata dall'ing. Carlo Gianini e dal figlio Giovanni, su commissione di Giorgio Parodi.

### La divisione
Per svariati motivi però e malgrado i buoni risultati commerciali, l'azienda si ritrova in gravissime difficoltà economiche che la portano nel 1961 alla chiusura. I due fratelli e i rispettivi figli, si trovano in tale disaccordo che creeranno due nuove società distinte.
Nascono così la Costruzioni Meccaniche Giannini S.p.A. di Attilio Giannini e la Giannini Automobili S.p.A. di Domenico Giannini.

## Costruzioni Meccaniche Giannini S.p.A.
La Costruzioni Meccaniche Giannini S.p.A.con sede sulla via Tiburtina, prosegue nel settore delle elaborazioni, progettazione motori e prototipi, rinunciando completamente ai meno pregiati servizi di assistenza e manutenzione. Questa scelta, malgrado i tanti ottimi lavori svolti, si rivelerà fatale per il suo futuro.  La Costruzioni Meccaniche Giannini S.p.A.  chiuderà definitivamente nel 1971. I vecchi capannoni situati a Setteville di Guidonia in Vittorio Alfieri ora di proprietà del Comune, sono ancora esistenti ma in stato di completo abbandono.

## Giannini Automobili S.p.A.

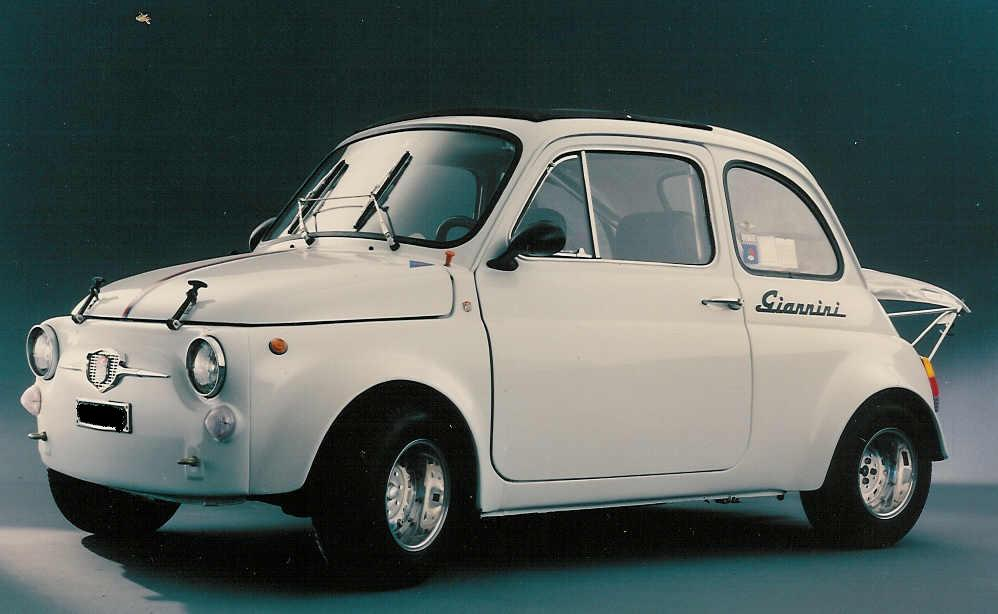
FIAT 590 Giannini GT

La Giannini Automobili S.p.A. potenzia inizialmente la rete commerciale e le officine di riparazione e manutenzione, mentre le personalizzazioni si riducono drasticamente a piccoli interventi. Successivamente dal 1963 vengono riprese le elaborazioni di vetture standard e la vendita di kit di trasformazione: in quell'anno vengono presentate le versioni elaborate della piccola 500 della Fiat, la Fiat 590 Gt e la 500 TV. Assieme a questa sono prodotti altri modelli, prevalentemente, ma non solo,della massima casa torinese,derivati da 850 berlina (anche in edizione 1000 sport prototipo,con 994 cmc e 104 CV a 7500 giri/min.,accreditata di oltre 180 km/h di velocità massima) e coupé,1300 e 1500 berlina,e Lancia Fulvia berlina,quest'ultima sia con la cilindrata originaria di 1091 cmc,sia in versione maggiorata a 15 CV fiscali (circa 1300 cmc,quando le versioni Lancia 1298 cmc non erano ancora state approntate).
Gli anni sessanta trascorrono ottimamente, tra elaborazioni e partecipazioni a gare, anche se il 16 marzo 1967 Domenico Giannini muore per un infarto.

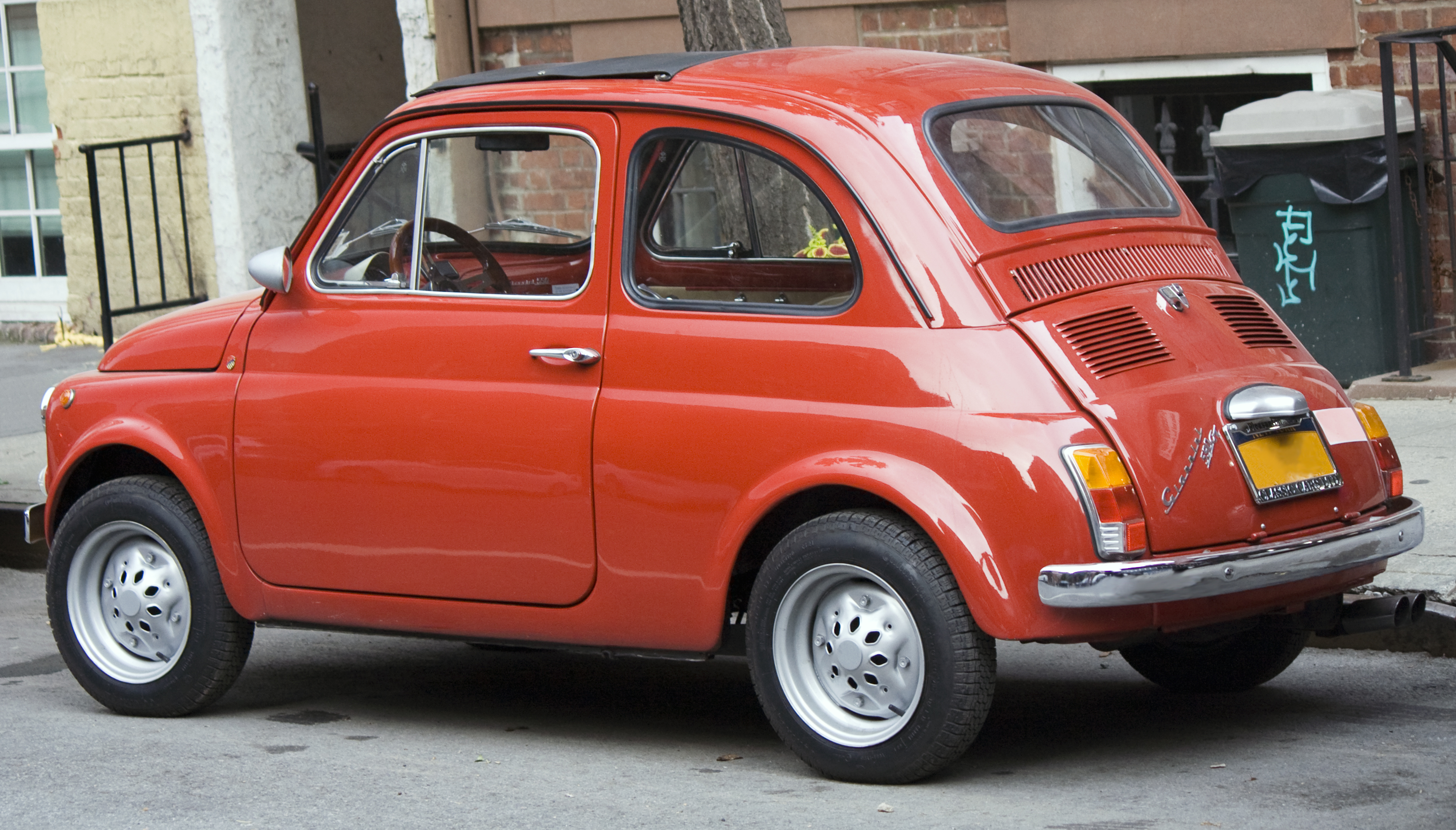
FIAT 590 Giannini GT del 1968

### L'arrivo di Volfango Polverelli
Dopo la morte di Domenico Giannini si apre un nuovo periodo per l'azienda, che si troverà a fare i conti con grandi problemi di conduzione e organizzazione, tali da portare gli amministratori dell'epoca a chiamare una persona esterna per recuperare la piena funzionalità. Viene chiamato a questo delicato compito l'avvocato Volfango Polverelli. Inizialmente contrario, ma grande appassionato di automobili e motori, viene progressivamente attratto dalla missione proposta.
Il coinvolgimento nel tempo è tale che non solo risana l'azienda ma ne diventa anche socio. Poi progressivamente con acquisizioni di quote sempre maggiori ne diverrà, nel 1973, unico proprietario.
La nuova gestione porta grandi, cambiamenti tra cui una nuova sede e l'ingresso nell'organigramma aziendale dei figli di Polverelli; Gabriele, Gaetano, e Giacomo, ognuno responsabile di un proprio settore. Le nuove elaborazioni fanno capo all'ingegner Armando Palanca conosciuto sia nel settore automobilistico sia in quello aeronautico. Sono i primi anni ottanta. L'avvento di Palanca dà nuovo slancio alla Giannini, nuovi modelli vengono presi in considerazione ed elaborati come la 126, la Ritmo e la Panda(di quest'ultima vengono proposte versioni turbo con motori FIRE 750 e 1000 con 66 e 78 CV in versione 4x4,che appaiono al Salone dell'Automobile di Torino del 1988 come prototipi,senza seguito produttivo) e parallelamente aumentano le partecipazioni, dirette e non, a manifestazioni sportive.
Il mondo delle elaborazioni che tante aziende avevano intrapreso era però destinato ad entrare in una crisi irreversibile. Le cause furono molteplici ma principalmente risiedevano sia nei costi sempre maggiori da sostenere, sia nel fatto che le grandi case cominciavano a creare loro stesse modelli in varie versioni. Tale crisi è amplificata dalla morte dell'avvocato Volfango Polverelli, asse portante dell'azienda, che viene a mancare il 13 luglio 1984 in seguito a una grave crisi respiratoria.
In seguito al perdurare della crisi, nel 1985, viene presa la decisione di abbandonare completamente l'elaborazione e passare nel settore della carrozzeria; partono quindi le nuove personalizzazioni del Look di diverse vetture come la Uno, la Tipo, la Panda e la Punto. Le modifiche riguardano principalmente le tappezzerie, sellerie, accessori, ma anche le verniciature, paraurti e alettoni.

## La Giannini oggi
La Giannini è anche una carrozzeria specializzata, collabora con FIAT, enti ed istituzioni, operando su mezzi speciali, auto d'epoca ed ultimi modelli del Gruppo FCA.
Oltre alle storiche commesse di assistenza con la Guardia di Finanza e il Ministero dell'Interno, è inoltre membro del Gruppo Carrozzieri presso l'ANFIA.
A fine Ottobre 2016 la Famiglia Polverelli, proprietaria del marchio, ha inaugurato il museo Giannini presso la sede operativa di Via delle Idrovore della Magliana a Roma; presenti nella struttura modelli come la 590 Corsa Replica, la 650NP, la Giaur 750, la Punto Drago, la Uno Turbo Torino.

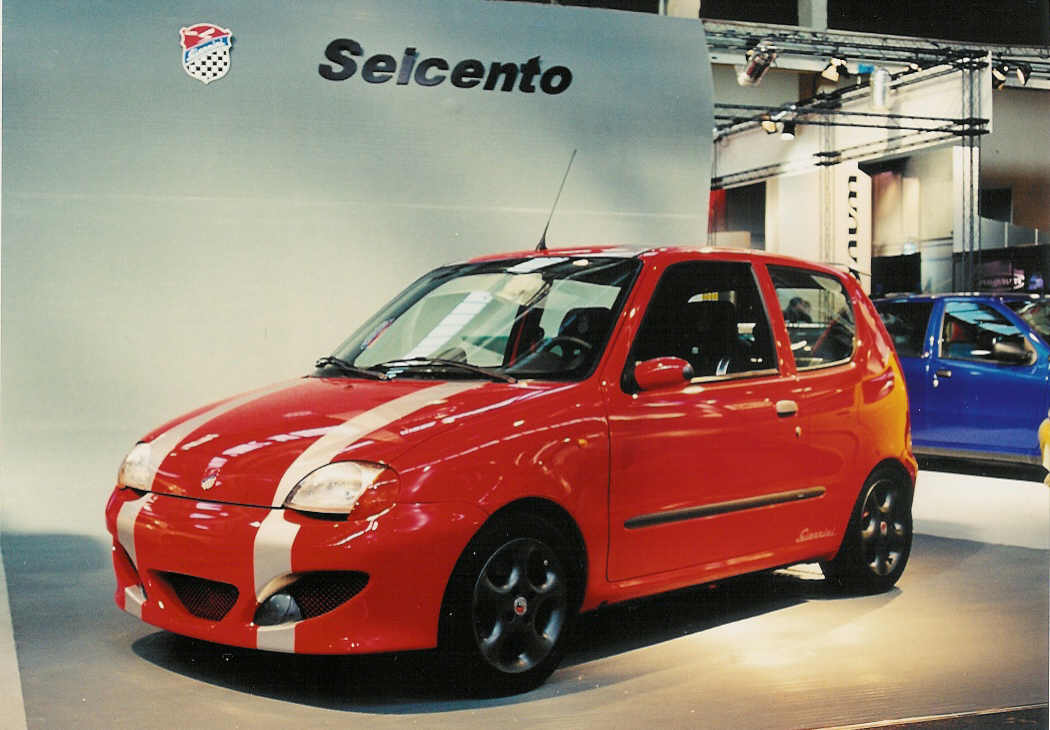
Giannini Seicento Sportline GT
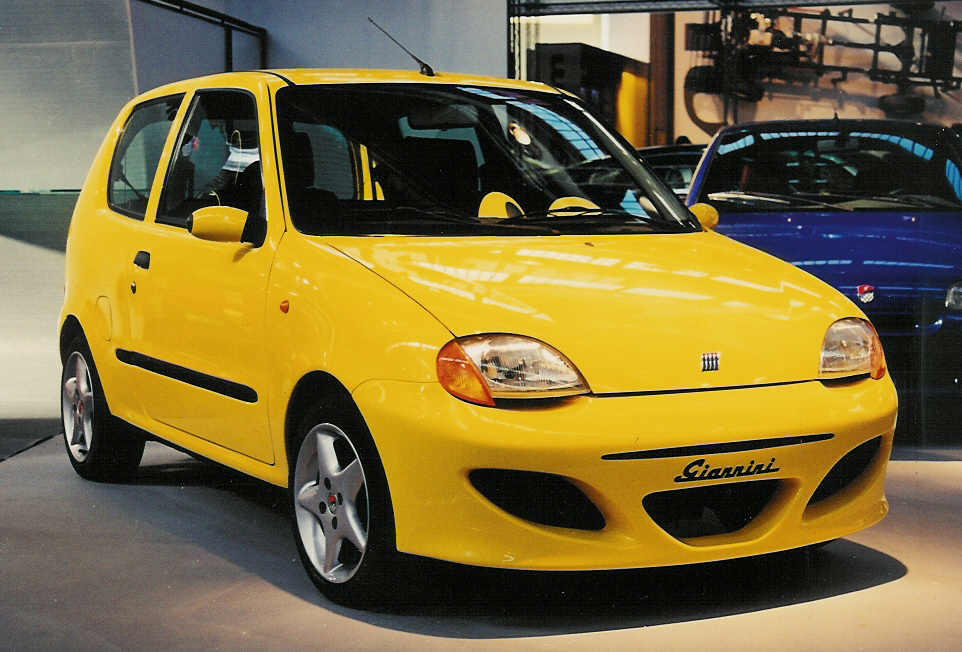
Giannini Seicento Sportline GT

## Le vetture Giannini nello sport
Le vetture elaborate da Giannini hanno caratterizzato negli anni '60, '70 e anche '80, le gare riservate alle vetture elaborate.
Negli anni '60 fu caratteristica la rivalità delle tante versione elaborate della 500 Giannini con le vetture Abarth.
Negli anni dal 1983 al 1984 la Giannini conquistò formalmente anche due titoli mondiali sport nella categoria C-Junior. Si trattò in realtà di uno stratagemma per permettere ad un costruttore artigianale di motori, la "Carma" di Facetti e Finotto di partecipare a detto campionato, riservato solo a costruttori riconosciuti dalla FIA. Il motore di questa casa (un 1,8 litri turbo 4 cilindri) venne così marchiato "Giannini". Ma non vi fu alcun coinvolgimento della casa romana. Cambiato il regolamento sportivo, nel 1985 il motore fu denominato "Carma FF".

## Principali modelli Giannini
- 750 Sport
- 500 TV
- 500 GT
- 500 TVS
- 590 GT
- 590 GTS
- 750 TV berlina
- 850 S berlina
- 124 S berlina
- 650 NP
- 128 NP
- 128 NPS
- 128 NP Rally
- 128 Rally 1600
- 127 NP
- 127 NPS
- 126 GP
- 126 GP 650
- 126 GPS 700
- 126 GPA 800
- 132 2000
- Uno 45 S
- Fiat Panda Giannini
- Fiat Ritmo Giannini
- Fiat Regata Giannini
- Fiat Tipo Giannini
- Fiat Cinquecento Giannini
- Fiat Seicento Giannini
- Fiat Uno Giannini